# Don Juan (film, 1987)
Don Juan är en svensk TV-film från 1987 i regi av Ragnar Lyth. Filmen bygger på pjäsen med samma namn av Molière (1665) och i rollerna ses bland andra Thorsten Flinck, Agneta Ekmanner och Charlotta Larsson.

## Rollista
- Thorsten Flinck – don Juan
- Agneta Ekmanner – doña Louisa
- Charlotta Larsson	– doña Elvira, Juans hustru
- Mats Bergman – Sganarelle, Juans tjänare
- Jonas Falk – don Carlos, Elviras bror
- Allan Svensson – don Alonso, Elviras bror
- Gösta Bredefeldt – kommendören / don Louis, Juans far
- Björn Granath – Guzman

## Om filmen
Manus skrevs av Lyth tillsammans med Gunilla Jensen och fotades av Lennart Söderberg och Raymond Wemmenlöv. Musiken komponerades av Håkan Möller och filmen visades den 14 januari 1987 i Sveriges Television.